# Mark Leduc
Mark Leduc (Toronto, 4 de mayo de 1964-Toronto, 22 de julio de 2009) fue un deportista canadiense que compitió en boxeo. Participó en los Juegos Olímpicos de Barcelona 1992, obteniendo una medalla de plata en el peso superligero.
En noviembre de 1992 disputó su primera pelea como profesional. En su carrera profesional tuvo en total 5 combates, con un registro de 4 victorias y una derrota.
Se declaró públicamente homosexual en un programa de televisión de 1994. Falleció a los 47 años después de padecer un golpe de calor en la sauna de un hotel en su ciudad natal, según informes médicos.

## Palmarés internacional
| Juegos Olímpicos | Juegos Olímpicos   | Juegos Olímpicos | Juegos Olímpicos |
| Año              | Lugar              | Medalla          | Categoría        |
| ---------------- | ------------------ | ---------------- | ---------------- |
| 1992             | Barcelona (España) | Medalla de plata | 63,5 kg          |